# Pseudoparanaspia villiersi
Pseudoparanaspia villiersi là một loài bọ cánh cứng trong họ Cerambycidae.